# Хандек
Вурґаван (вірм. Վուրգավան) / Хандек (азерб. Xəndək) — село в Нагірному Карабасі, де-факто в Кашатазькому районі Нагірно-Карабаської Республіки, де-юре в Кубатлинському районі Азербайджану.
Село розміщене на лівому березі річки Акарі, за 33 км на південь від міста Бердзора. Село розташоване за 5 км на південний схід від села Акарі та за 2 км на північний захід від села Урекан.
В селі діє філіал Бердзорської школи мистецтв та спорту.